# Fishbach
Flora Fischbach, conocida como Fishbach (Dieppe, 6 de septiembre de 1991) es una cantautora francesa, de rock, synthpop y adult contemporary. Se hizo famosa en los Transmusicales de Rennes.

## Biografía
Nació en Dieppe, Seine-Maritime, el 6 de septiembre de 1991, pero guarda un vínculo fuerte con Ardenas, más particularmente Charleville-Mézières, donde ha crecido y de donde son originarios sus padres, un chófer de carretera y una madre cuidadora. Ama su apellido, Fischbach, que en alemán significa «arroyo de peces». 

Fischbach es mi apellido, estoy orgullosa de ser una Fischbach.
Flora Fischbach

A los 15 años abandonó la escuela. Comenzó a trabajar como vendedora de zapatos en una tienda en la ciudad de Carolobera, y luego realizó diversos trabajos temporales, como fotógrafa deportiva o guía del castillo de Vincennes. Tuvo su primer acercamiento a la música como profesional con un músico de metal, en Reims, y descubrió su vocación como cantante en el dúo que formó con él, "Un dúo muy roquero donde tuve que imponerme ante semejante tormenta eléctrica". Desde los años 2010, han sido numerosos sus espectáculos en solitario, por ejemplo, en Reims, París y Rennes; en esa época, eligió Fishbach como nombre artístico: 

El proyecto se llama Fishbach y no Flora Fischbach porque quería separar mi vida escénica y mi vida personak. En el escenario, Fishbach es solo una parte de mí. Fishbach es una representación de mi lado oscuro.
Flora Fischbach

En noviembre de 2015, fue muy sonada su participación en el Festival les inRocKs. A mediados de 2016, fue galardonada con el Premio de Primavera de Bourges por un jurado presidido por Nili Hadida, cantante de Lilly Wood and the Prick. A fines de 2016, la eligieron mejor artista en el Festival Transmusicales de Rennes, una presentación seguida de cinco noches de festival, lo cual supone una gran oportunidad que en el pasado ha beneficiado a personas como Stromae o Jeanne Added. Sorprendió y sedujo al público que la descubrió en dicho evento. La acompañaron Alexandre Bourit en la batería, los teclados y la guitarra, Nicolas Lockhart en los teclados y Michelle Blades en el bajo. Fishbach preparó su espectáculo con el escenógrafo Frederic Piauly. En febrero de 2018, recibió un galardón en la Victoires de la Musique, más específicamente, en la categoría de "Mejor Artista Revelación".

## Estilo musical
Sus hitos musicales son la música que sus padres escucharon en una fiesta en los años 1990, los éxitos de los 80 y las composiciones de sus amigos. Hizo algunos covers, incluyendo «Babouche» de Salim Halali y «Nightbird» de Bernard Lavilliers. Jean-Daniel Beauvallet escribe al respecto: «Rudo, violento, ennegrecido al vicio y a la mala sangre, el electropop de Fishbach recuerda que los Fluo Kids ya no son relevantes: impresión que escuchar The xx conectado a 480 V, de descubrir una versión carbonizada, irradiada de Lio. Su voz es comparada a veces a aquella de Desireless.
Ella publicó un EP en noviembre de 2015 y publica un álbum en 2017 con el sello Entreprise, con la ayuda de Stephane Alf Briat, ingeniero de sonido de Phoenix.

## Discografía
| 2015: Fishbach (EP)                                                               |
| --------------------------------------------------------------------------------- |
| 1. «Tu vas vibrer» 2. «Mortel» 3. «Béton mouillé» 4. «Night Bird (Petit monstre)» |

| 2017: À ta merci |
| --- |
| 1. «Ma voie lactée» 2. «Y crois-tu» 3. «Éternité» 4. «Un beau langage» 5. «Un autre que moi» 6. «Feu» 7. «On me dit tu» 8. «Invisible désintégration de l'univers» 9. «Le Château» 10. «Mortel» 11. «Le meilleur de la fête» 12. «À ta merci» |

| 2022: Avec les yeux |
| ------------------- |
|                     |